# Грецький хрест

Грецький хрест

Грецький хрест (лат. crux immissa quadrata) — рівносторонній хрест, що складається з двох однакових прямокутних перекладин, які перетинаються під прямим кутом.

## Символіка
Грецький хрест використовувався в різних значеннях:
- Символ бога сонця, символ бога дощу, символ чотирьох першоелементів (повітря, землі, вогню і води)[1].
- Греція ( герб,  прапор).
- Мальта ( герб,  прапор).
- Тонга ( герб,  прапор)
- Швейцарія ( герб,  прапор).
- Разом з півмісяцем — символ  Міжнародного руху Червоного Хреста і Червоного Півмісяця.* Також введений в християнську релігію близько 332 р. єгипетським ченцем  Пахомієм.
- У математиці служить символом операції додавання і називається «плюс».
- Грецький хрест (або спрощений козацький) став відомим як «хрест ЗСУ» під час Харківського контрнаступу в вересні 2022[2][3][4].

Герб Греції
Герб Мальти
Герб Швейцарії
Червоний хрест
«Хрест ЗСУ»

## Архітектура
Композиція з грецького хреста є загальним принципом побудови релігійних будівель, особливо в  візантійському, ранньо- романському, а також в  архітектурі Відродження.

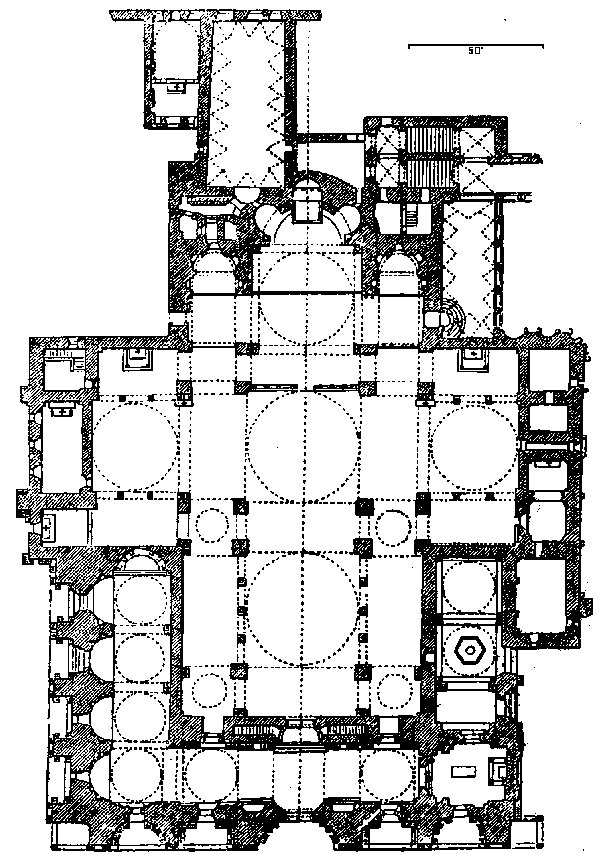
План  Собору Святого Марка

## Ресурси Інтернету
Вікісховище має мультимедійні дані за темою:  Грецький хрест